# ليز ستاكس
ليز ستاكس (بالإنجليزية: Lay's Stax) هو عبارة عن وجبة خفيفة من رقائق رقائق البطاطس أنتجته فريتو-لاي، وهي شركة تابعة لشركة بيبسيكو. تم تقديمه في عام 2003 كمنافسة مباشرة لـبرينجلز من بروكتر وغامبل (لاحقًا كِلوقز منذ عام 2012).

## مقارنة ستاكس وبرينجلز
ليز ستاكس أثقل وأكثر سُمك من برينجلز. تنتشر النكهة في ستاكس عبر المنحنى الداخلي للرقاقة بينما تنتشر النكهة في برينجلز عبر المنحنى الخارجي. يتم تغليف ستاكس في عبوات بلاستيكية (حسب المنطقة) بينما يتم تغليف برينجلز في عبوات مصنوعة من الورق المقوى والألمنيوم.
في المملكة المتحدة، يتم تعبئة ستاكس (التي تحمل علامة واكرز التجارية) في علب من الورق المقوى بالكامل. في الصين، يتم تغليف ستاكس بطريقة مماثلة لتلك الموجودة في برينجلز في أمريكا، ويتم تغليف الرقائق نفسها في حاويات بلاستيكية داخل العلبة.[بحاجة لمصدر]

## إعادة تسمية العلامة التجارية
بينما في دول مثل الصين يتم تصنيف ليز ستاكس تحت نفس الاسم الذي تم إنشاؤه وتوزيعه بشكل أساسي، في بعض الدول يتم تسمية الرقائق بشكل مختلف.
منذ أواخر عام 2006، أصبح ليز ستاكس متاحًا في البرازيل تحت اسم «إلما تشبس ستاكس» (Elma Chips Stax)، مستمدًا اسمه من اسم القسم البرازيلي لشركة بيبسيكو المعروف باسم إلما تشبس. ومع ذلك، فإن الأغطية الصفراء الموجودة أعلى العلب مميزة بالاسم التجاري ليز ستاكس النموذجي في معظم المناطق الأخرى من العالم.

## روابط خارجية
- الموقع الرسمي